# أنا مايكل
أنا مايكل أو آي ام مايكل (بالإنجليزية: I Am Michael) فِلم دراما أميريكي كتبه وأخرجه جاستن كيلي. يستند الفِلم على مقالة بنوات دانيزيت لويس في مجلة نيويورك تايمز بعنوان صديقي المثلي السابق (بالإنجليزية: My Ex-Gay Friend)، الفلم من بطولة جيمس فرانكو، زاكري كوينتو، إيما روبرتس، آفان جوجيا وتشارلي كارفر. يلعب فرانكو دور مايكل غلاتز ناشط مثلي الذي يعارض المثلية الجنسية ويصبح قس مسيحي. التصوير الرئيسي جرى في مدينة نيويورك منذ 11 أغسطس إلى 30 أغسطس 2014.

## القصة
يحكي الفلم القصة المثيرة للجدّل حول الناشط المثلي مايكل غلاتز الذي يرفض المثلية الجنسية ويصبح قسًا مسيحيًا.

## الممثلين
- جيمس فرانكو بدور مايكل غلاتز،[1] الناشط الذي تنبذ المثلية الجنسية.
- زاكري كوينتو بدور بينيت، مهندس معماري وحبيب مايكل السابق.
- إيما روبرتس بدور ريبيكا فولر، شابة مسيحية تقع في حب مايكل بعد تحوله.
- آفان جوجيا بدور نيكو، مثلي جنس بوذي يلتقي بمايكل ويقع في حبه لفترة.
- تشارلي كارفر بدور تايلر، طالب جامعي يدخل في علاقة مع مايكل وبينيت.
- داريل هانا بدور ديبورا.
- ديفون غراي بدور كوري.
- ليفين رامبين بدور كاثرين
- جينا لي غرين
- ليزلي آن وارين بدور والدة مايكل في مشاهد استرجاع.

## الإنتاج
في 1 أبريل 2014، أضيف جيمس فرانكو إلى الفلم للعب دور الناشط المثلي مايكل غلاتز، النابذ للمثلية. عيّن جاستن كيلي لإخراج الفلم المستنبط من مقالة بِنْوات دانيزيت لويس بمجلة نيويورك تايمز «صديقي المثلي السابق». في 14 يوليو من العام نفسه، إنضم زاكري كوينتو، إيما روبرتس، وكريس زيلكا إلى طاقم العمل، ليلعب كوينتو دور بينيت الحبيب السابق لدور فرانكو، روبرتس للعب دور حبيبته، وزيلكا للعب دور حبيب من الماضي. 

في 14 أغسطس 2014، انضم تشارلي كارفر إلى الفلم للعب دور تايلر المتورط في علاقة مع بينيت ومايكل وقلبه يفطر عندما يرفض مايكل مثليته الجنسية. في 15 أغسطس انضم آفان جوجيا للفلم بدور نيكو، الشاب الذي يلتقي بمايكل الذي يقع في حبه طول فترة رحلته. في 18 أغسطس، ليزلي آن وارين انضمت لطاقم العمل لأداء دور كوينتو والدة مايكل. فيما انضمت داريل هانا في 25 أغسطس للعب دور ديبورا.

### التصوير
بدأ التصوير الرئيسي في 11 أغسطس 2014، في مدينة نيويورك. وشارك فرانكو صورًا من موقع التصوير آنذاك.

## العرض
أطلق الفلم خلال مهرجان صاندانس السينمائي لسنة 2015، وعرض أيضًا في مهرجان برلين السينمائي الدولي الخامس والستين. كما عرض الفلم ليلة افتتاح مهرجان فريملاين السينمائي في 18 يونيو 2015.

## الاستقبال
رسم الفلم أراء غالبًا ما تكون مختلطة أو إيجابية أقل ما يقال عنها. فكاتب فرايتي، بيتر ديبروغ قال «تناقض غير اعتيادي حمله جيمس فرانكو مع شخصية هذا الرجل المعقدة الذي كان مثلي علنيًا وناضل من أجل حث المثليين الشباب الأخرين قبل التحول إلى المسيحية المحافظة،» غير أنه قال أن الفلم كان جافًا جدًا وبعيدًا عن العنوان ومتخفي في محاولته ليكون حياديًا..
بويد فان هويج كتب في ذا هوليوود ريبورتر "حمدًا أن السيناريو لا يصوِّر القصة بقوالب بسيطة، خير أو شر، ولكن هذا لا يعني أن هذا يكفي تمامًا فارق بسيط أو بصيرة لرفع مستوى المادة كانت لتجعله فوق مرحلة عمل جيد، ولكن هو جاهز للتلفزيون. إلى ذلك أعطى إريك كوهين درجة (ب+) للفلم.

## روابط خارجية
- أنا مايكل على موقع IMDb (الإنجليزية)
- أنا مايكل على موقع ميتاكريتيك (الإنجليزية)
- أنا مايكل على موقع روتن توميتوز (الإنجليزية)
- أنا مايكل على موقع نتفليكس (الإنجليزية)
- أنا مايكل على موقع قاعدة بيانات الأفلام العربية
- أنا مايكل على موقع ألو سيني (الفرنسية)
- أنا مايكل على موقع Turner Classic Movies (الإنجليزية)
- أنا مايكل على موقع أول موفي (الإنجليزية)
- أنا مايكل على موقع فيلمافينيتي (الإسبانية)
- أنا مايكل على موقع قاعدة بيانات الفيلم (الإنجليزية)